# Ġanni Bonnici
Ġanni Bonnici (geboren am 4. September 1932 in Mosta; gestorben am 17. August 2019) war ein maltesischer Bildhauer, Keramiker und Medailleur.

## Leben
Ġanni Bonnici wuchs mit 13 Geschwistern in Mosta auf. Bereits in seiner Kindheit und Jugend spielte die bildende Kunst eine große Rolle. Für einige Zeit war er Mitglied des nach Nicolò Isouard benannten Orchesters is-Soċjetà Filarmonika Nicolò Isouard in Mosta.
Bonnici begann seine künstlerische Ausbildung an der Malta School of Art, an der er von 1945 bis 1953 studierte. Es folgten Auslandsaufenthalte, teilweise mit Unterstützung der konservativen Parlamentsabgeordneten Cecilia de Trafford Strickland, in der englischen Grafschaft Surrey, Rom, Florenz und Mailand. 1953 ging er an das Ceramics College in Stoke-on-Trent, um sich in der Keramikkunst fortzubilden. Im Mai 1954 erhielt er ein Vierjahresstipendium für die weitere Ausbildung zum Bildhauer an der Accademia di Belle Arti di Roma. Er belegte aber auch Kurse in Holzschnitzerei an der Scuola d`Arte Ornamentale, in Medaillenkunst an der Scuola d`Arte della Medaglia und in Keramikkunst am Istituto Statale d`Arte di Roma. Später besuchte er Lehrveranstaltungen am Institute of Education der University of London, an der Slade School of Fine Art, am Leicester Polytechnic College of Education und am Loughborough College of Art.
1958 führte Bonnici in den Schulen Mostas Töpferkurse ein. Er gründete 1974 am Tarġa Gap die Malta School of Arts and Crafts, für die er bis zu seiner Pensionierung im Jahr 1992 als Lehrer und Leiter tätig war.
Bonnici galt in Malta als ein führender Vertreter der modernen Kunst und als Pionier der modernen Keramikkunst. Zahlreiche seiner großen Arbeiten sind auf Malta und in anderen Ländern im öffentlichen Raum aufgestellt. 2002 wurde er zum Mitglied des National Order of Merit ernannt.
Bonnici war seit August 1971 mit Pauline Borg verheiratet. Das Paar hatte zwei Söhne. Ġanni Bonnici verstarb am 19. August 2019. Er wurde auf dem Mosta-Friedhof beigesetzt.

## Werke (Auswahl)

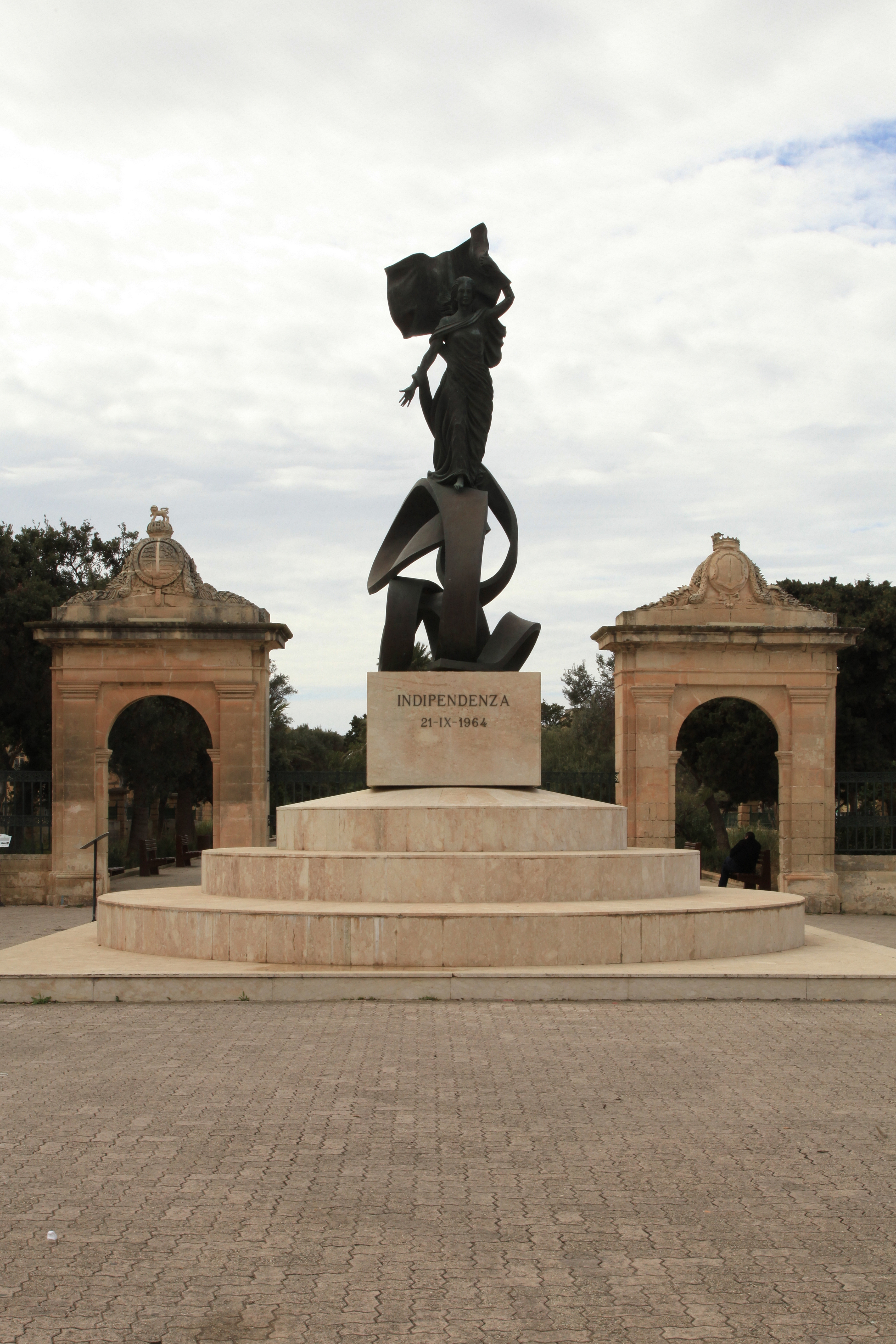
Unabhängigkeits-Denkmal in Floriana (Bronze und Marmor, 1989)

### Öffentlicher Raum
- Baħar iċ-Ċagħaq, Valletta: Statuen des heiligen Franziskus von Assisi (1974) und der Muttergottes von Porziuncola (1975) für das Altersheim Porziuncola;
- verschiedene Werke für die Kirche der Heiligen Maria der Engel (2002–2003);
- Monumente für die Opfer des Zweiten Weltkriegs in Senglea, Mosta und Attard;
- St. Josef der Zimmermann an der Fassade der ehemaligen Technischen Sekundarschule St. Josef in Paola, Malta;
- Maria Königin für die Mädchengrundschule Maria Königin in Blata l-Bajda, einem Ortsteil von Ħamrun, Malta;
- Denkmal für Dr. Nicola Zammit in Siggiewi;
- ANZAC-Monument in den Argotti-Gärten von Floriana;
- Unabhängigkeits-Denkmal in Floriana (Bronze und Marmor, 1989);

### Münzen, Medaillen und Briefmarken
Neben einer Reihe von Medaillen entwarf Bonnici sieben Münzen für die Bank Ċentrali ta’ Malta. Zwei Silbermünzen zu jeweils 5 Liri wurden 1990 anlässlich des Besuchs von Johannes Paul II. in Malta und des 20. Jahrestags des Assoziierungsabkommens zwischen der Europäischen Wirtschaftsgemeinschaft und Malta herausgegeben. Fünf 2-Euro-Gedenkmünzen aus den Jahren 2011 bis 2015 würdigten herausragende Ereignisse der maltesischen Verfassungsgeschichte. Seit 1985 entwarf Bonnici Briefmarken für die maltesische Post, insbesondere Weihnachtsmarken.

Münzentwürfe von Ġanni Bonnici
2-Euro-Gedenkmünze Erste gewählte Abgeordnete – 1849 (2011)
2-Euro-Gedenkmünze Mehrheitswahlrecht – 1887 (2012)
2-Euro-Gedenkmünze Selbstverwaltung – Verfassung von 1921 (2013)
2-Euro-Gedenkmünze Unabhängigkeit von Großbritannien 1964 (2014)
2-Euro-Gedenkmünze Ausrufung der Republik Malta 1974 (2015)

## Ausstellungen

### Einzelausstellungen
- 1968 Nationalmuseum in Valletta (1974 in Archäologisches Nationalmuseum und Museum für schöne Künste aufgeteilt);
- 1977 Hotel Verdala in Rabat;
- 2004/2005 in der Bank of Valletta.[1]

### Ausstellungsteilnahmen
- 1955 im Palazzo de la Salle, Valletta (mit George Fenech);
- 1957 im Institut für kulturellen Austausch, Valletta (mit George Fenech);
- 1958 in Rom;
- 1967 in London;
- 1970 in London;
- 1970 in New York City;
- 1979 in Lissabon;
- 1995 in Deutschland.[1]